# Breyvinkapel
De Breyvinkapel, ook bekend als de Bellekapel en Kaupmankapel, is een kapel in Stramproy in de Nederlandse gemeente Weert. De kapel staat in buurtschap Breyvin aan de Neelestraat waar deze de Hoebroeksloot kruist ten zuiden van het dorp.
Op ongeveer 260 meter naar het noorden staat de Klotjeskapel.
De kapel is gewijd aan de heilige Maria.

## Geschiedenis
In 1805 werd de kapel gesticht.

## Bouwwerk
De wit geschilderde kapel met zwarte plint is gebouwd op een rechthoekig plattegrond en wordt gedekt door een verzonken zadeldak met leien. In de zijgevels bevinden zich geen vensters, maar heeft onder de dakrand een daklijst bestaande uit een muizentand en een bloktand. De frontgevel en achtergevel zijn een puntgevel met schouderstukken en verbrede aanzet, waarbij de gevelrand aan de bovenzijde bekleed is met onbeschilderde bakstenen. Op de punt van de frontgevel is een metalen kruis geplaatst, de punt van de achtergevel heeft een ruitvormig uitbouwsel van baksteen. In de frontgevel bevindt zich de spitsboogvormige toegang van de kapel die wordt afgesloten met een sierhek, waarin de naam Breyvinkapel is aangebracht.
Van binnen is de kapel wit geschilderd en in de achterwand is een houten altaarplank bevestigd. Op het altaar staan drie heiligenbeelden met in het midden een gekroonde Maria met gekroond kindje Jezus op haar arm, rechts een beeld van paus Cornelius en links een beeld van Antonius van Padua.